# Wettlauf um Afrika

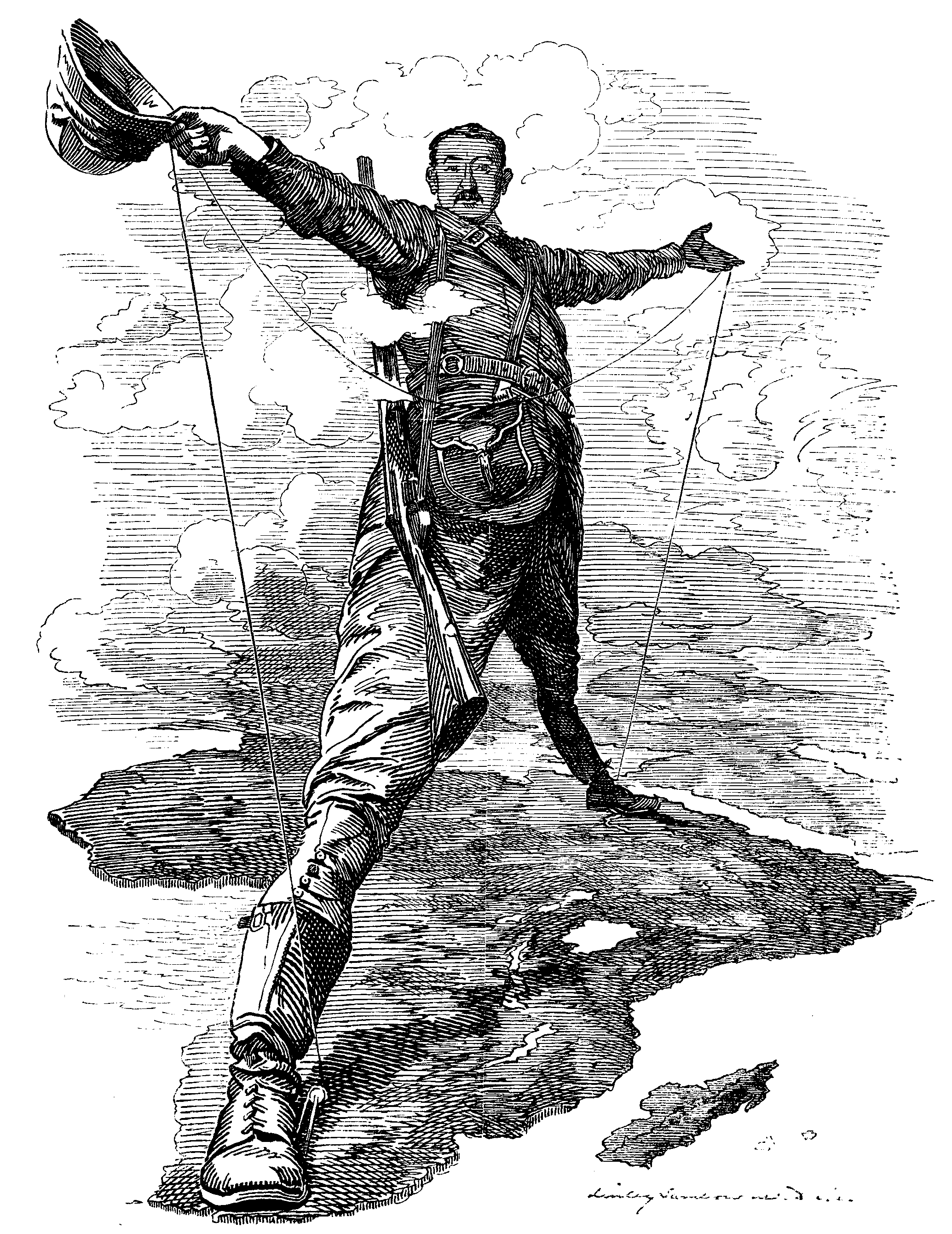
Karikatur The Rhodes Colossus (1892): Cecil Rhodes und sein Kap-Kairo-Eisenbahnprojekt. Rhodes war Gründer der Diamantengesellschaft De Beers und Eigentümer der British South Africa Company. Er wollte die Landkarte „rot“ (britisch) machen.

Als Wettlauf um Afrika wird die Kolonialisierung des afrikanischen Kontinentes in der Hochphase des Imperialismus von 1880 bis zum Ersten Weltkrieg bezeichnet.
Ab dem Jahr 1880 änderte sich der europäische Imperialismus. War bis dahin ein „informeller“ Imperialismus angewandt worden, geprägt durch militärische und wirtschaftliche Überlegenheit, kristallisierte sich um das Jahr 1880 immer mehr ein direkter Imperialismus heraus. Sein Merkmal war die direkte Einflussnahme europäischer Staaten in Angelegenheiten Afrikas. Alle Versuche, den imperialistischen Wettbewerb in geregelte Bahnen zu bringen (zum Beispiel durch die Kongokonferenz), scheiterten. Die Konflikte um die afrikanischen Kolonien waren Teil des weltpolitischen Machtstrebens vieler europäischer Staaten, das zum Ersten Weltkrieg führte (siehe Kriegsziele im Ersten Weltkrieg).

## Erkundung

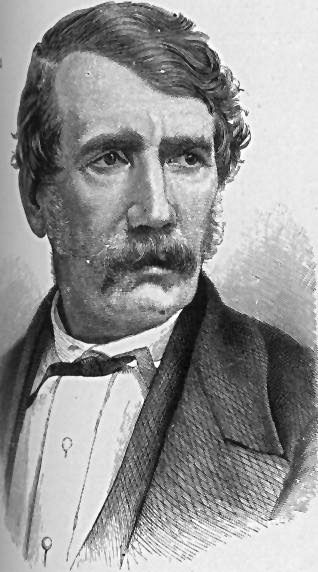
David Livingstone erforschte weite Teile Afrikas. 1855 entdeckte er die großen Wasserfälle des Sambesi und nannte sie Victoriafälle. Er fand jedoch nicht die Quelle des Nils.

Die Erkundung und Kartografierung des inneren Afrikas durch europäische Forscher begann Anfang des 19. Jahrhunderts. Bereits im Jahr 1835 war die Erforschung Nordwestafrikas abgeschlossen. Zu den prominentesten europäischen Afrikaforschern zählen David Livingstone (1813–1873), der große Teile des inneren Afrikas erforschte, und Serpa Pinto (1846–1900), der das südliche Afrika und Zentralafrika durchquerte und kartographierte. In zahlreichen weiteren Expeditionen in den 1850ern und 1860ern entdeckten Richard Burton, John Speke und James Grant die großen Seen (Tanganjikasee, Viktoriasee, Albertsee, Eduardsee, Kiwusee, Malawisee) und die Nilquellen. Gegen Ende des Jahrhunderts hatten weitere europäische Forscher und Abenteurer, unter ihnen Henry Morton Stanley, das Ehepaar Florence und Samuel White Baker sowie Romolo Gessi, den Nil in seiner ganzen Länge, den Kongo, den Niger und den Sambesi erforscht und kartographiert. Zugleich setzte eine erhebliche Nachfrage nach Rohstoffen (z. B. Erzen) und nach Kolonialwaren (z. B. Elfenbein, Naturkautschuk, Tee, Kaffee) aus Afrika ein.
Zu dieser Zeit waren etwa zehn Prozent Afrikas unter europäischer Kontrolle. Die damals wichtigsten Kolonien waren Algerien, dessen Kolonisation Frankreich bereits seit den 1830er Jahren vorantrieb, die Kapkolonie, die zum Britischen Weltreich gehörte, und Angola, das von Portugal besetzt war.
Technische Fortschritte auf zahlreichen Gebieten erleichterten die Expansion in Afrika. Die Industrialisierung ermöglichte große Fortschritte in den Bereichen Transport und Kommunikation, besonders durch verbesserte Nautik, Telegrafie und die Eisenbahntechnik. Die Dampfschifffahrt erleichterte es, Flüsse flussaufwärts zu befahren. Auch medizinische Fortschritte waren wichtig, insbesondere bei der Bekämpfung von Malaria und anderen tropischen Krankheiten.

## Gründe für den Wettlauf um Afrika

Kolonien in Afrika (1914)

### Afrika und der globale Markt
Eine der letzten Regionen der Welt, die noch nicht mit dem „informellen“ Imperialismus in Kontakt war, war Subsahara-Afrika. Daher war es für die europäischen Eliten attraktiv, dort neue Märkte zu erobern sowie in moralischem Überlegenheitsgefühl der einheimischen Bevölkerung vermeintliche Errungenschaften ihrer Zivilisation zu bringen. Da sich Europa von 1873 bis 1896 in einer langen Depression („Gründerkrise“) befand und die europäischen Märkte schrumpften, gleichzeitig deren Abschottung aber zunahm, bot sich in Subsahara-Afrika für Großbritannien, Deutschland, Frankreich und andere (europäische) Staaten eine gute Möglichkeit, Waren abzusetzen und die chronisch negativen Handelsbilanzen zu verbessern.
Besonders für Großbritannien, das als erstes Land in das postindustrielle Zeitalter vorstieß, waren ausländische Märkte von enormer Bedeutung. Durch Finanzexporte und deren Gewinne konnte man die höchst defizitäre Handelsbilanz entlasten. Weltweit wichtige Märkte für Großbritannien waren damals Afrika, Kolonien mit weißen Siedlern, der mittlere Osten, Südasien, Südostasien sowie Ozeanien.
Investitionen in Übersee waren oft profitabler als in der Heimat. Das lag an billigen Arbeitskräften, wenig Wettbewerb und sehr leicht verfügbaren Rohstoffen. Neben diesen Vorteilen bot Afrika auch Ressourcen, die die europäischen Staaten brauchten, in Europa aber nicht oder kaum existierten. Hier sind besonders Kupfer, Baumwolle, Kautschuk, Tee und Zinn zu nennen. Die europäischen Verbraucher hatten sich an die Kolonialprodukte gewöhnt. Beispielsweise war Kupfer für die Ende des 19. Jahrhunderts beginnende Elektrifizierung essentiell.
Allerdings investierten die Europäer relativ wenig Kapital in Afrika im Vergleich zu anderen Kontinenten. Südafrika war die einzige Kolonie mit einer nennenswerten Anzahl weißer Siedler. Die Firmen, die in Afrika investierten, waren relativ klein, ausgenommen Cecil Rhodes’ Bergbaugesellschaft De Beers, die in Rhodesien Diamanten schürfte. Lange Zeit war es für weiße Siedler, Soldaten, Händler oder Beamte noch gefährlich und unattraktiv, in Afrika zu leben, vor allem in den Tropen. Das änderte sich langsam durch Fortschritte in der Tropenmedizin, die Festigung der Fremdherrschaft sowie den Ausbau von Infrastrukturen.
Diese Beobachtungen hätten eigentlich die Argumente der Befürworter des Imperialismus wie den Alldeutschen Verband, Francesco Crispi oder Jules Ferry schwächen müssen. Sie nahmen an, dass die Märkte Afrikas die Probleme der Überproduktion und der niedrigen Preise, initialisiert durch die Depression, lösten.
Laut John A. Hobson, der immerhin Autoren wie Lenin, Trotzki und Hannah Arendt beeinflusste, haben gleichwohl die schrumpfenden europäischen Märkte den neuen Imperialismus verursacht. Spätere Historiker vermuten jedoch, dass dies nur Schein-Argumente waren. Tatsächlich habe die Kontrolle über das tropische Afrika in einer Zeit der imperialen Rivalität der Großmächte strategischen Zwecken gedient. Zum Beispiel brauchte eine Seemacht – Großbritannien war damals die mit Abstand führende Seemacht der Welt – einige afrikanische Küstenhäfen mit Infrastruktur als Stützpunkte für den Seeverkehr mit ihren Kolonien in Süd- und Südostasien. Britisch-Indien war Großbritanniens größte Kolonie. Durch die Eröffnung des Suezkanals im November 1869 verlor dieser Aspekt an Bedeutung.
Der Goldrausch in Witwatersrand, der zur Gründung von Johannesburg führte, war der Hauptgrund für den Zweiten Burenkrieg und stellte nach Hannah Arendt (1906–1975) ein neues Element des Imperialismus dar. Der Goldrausch hatte zur Folge, dass „überflüssiges Kapital und überflüssige Arbeitskräfte sich die Hand gaben und das Land (in dem Fall Großbritannien) verließen“.

### Strategische Konkurrenz
Zwar wurde im tropischen Afrika insgesamt relativ wenig investiert, dafür war es aber strategisch umso wichtiger, den 1869 eröffneten Suezkanal zu schützen. Dieser war strategisch von enormer Bedeutung, um lukrative Märkte wie Indien, China oder die Ostküste Afrikas zu erreichen. Daher war die britische Regierung großem Druck, besonders von Seiten der Konservativen Partei, ausgesetzt, die Schlüsselwasserwege unter ihre Kontrolle zu bringen. Es gab Rivalitäten zwischen dem Britischen Weltreich, Frankreich, Deutschland und anderen europäischen Ländern.
Das gerade gegründete Deutsche Reich hatte vor der „neuen Periode“ im Imperialismus noch keine Kolonien zur Verfügung und nahm eifrig am Rennen um Afrika teil. Das Kaiserreich hatte jedoch einige Schwachstellen: Es war noch nicht in der Lage, Überseegebiete zu kontrollieren, da es keine Erfahrungen in moderner Nautik besaß, spät geeint wurde und noch immer sehr fragmentiert war. Dies änderte sich jedoch unter Bismarck. Nachdem er die Fundamente für die Isolierung Frankreichs durch sein Doppelbündnis mit Österreich-Ungarn, das später zum Dreibund mit Italien wurde, gelegt hatte, berief er in den Jahren 1884/1885 die Kongokonferenz ein, die Regeln für die effektive Kontrolle ausländischer Territorien festlegte.
Deutschlands Expansionsdrang führte schließlich zum Tirpitz-Plan, der vorsah, die zweitgrößte Flotte hinter Großbritannien aufzubauen („Risikoflotte“). Großbritannien reagierte gereizt darauf, da es unbedingt auf Kolonialwaren angewiesen war. Es konnte nicht einmal die auf der Insel benötigte Nahrung selbst produzieren. Daher startete im Jahr 1898 ein Wettrüsten der Kaiserlichen Marine und der Royal Navy. 1914 war die deutsche Marine schließlich die zweitgrößte der Welt, aber immer noch 40 Prozent kleiner als die britische. Laut Tirpitz wurde diese aggressive Flottenaufrüstung eher von der Nationalliberalen Partei als von den konservativen Parteien unterstützt. Das deutet darauf hin, dass der Imperialismus seinen größten Rückhalt im Bürgertum hatte.

### Anfänge deutscher Kolonialpolitik
Publizistisch vorbereitet durch Friedrich Fabri, einen Leitenden Inspektor der Rheinischen Mission, und ermutigt durch das national gesinnte Bürgertum begann Deutschland in den 1880er Jahren die weltweite Expansion. Manche forderten Kolonien auf den Philippinen, andere in Timor und die nächsten wollten Formosa (heute Republik China (Taiwan)) einnehmen. Ende der 1870er Jahre begann man diesen vereinzelten Forderungen nachzugehen. Später sollten sie unter Kaiser Wilhelm II., mit dem Namen Weltpolitik, in die Geschichte eingehen. Die Argumente dafür lieferten hauptsächlich merkantilistische Thesen. Im Jahr 1881 veröffentlichte Wilhelm Hübbe-Schleiden das Werk Deutsche Kolonisation, in dem er die These aufstellt, dass nationales Bewusstsein eigenständige Überseepolitik benötigt. In den pro-imperialistisch denkenden Kreisen spielte oft auch der „Pangermanismus“ eine wichtige Rolle. Ein Ausdruck dieses Geistes war die Gründung des Deutschen Kolonialvereins, der auch mit dem nationalistischen Alldeutschen Verband „ideenverwandt“ war.

### Der Konflikt der imperialistischen Staaten
Während Pierre Brazza für Frankreich das Königreich Kongo erforschte, erkundete Stanley auf Befehl von Leopold II. von Belgien ebenfalls den Kongo. Leopold sollte dort später eine Privatkolonie errichten.
Frankreich okkupierte im Jahr 1881 Tunesien und im Jahr 1884 Guinea. Dies führte zur Annäherung Italiens an Deutschland und Österreich-Ungarn und zur Gründung des Dreibunds. Im selben Jahr besetzte Großbritannien das offiziell zum Osmanischen Reich gehörende Ägypten, das zu diesem Zeitpunkt den Sudan und Teile Somalias besetzt hielt. Italien besetzte in den Jahren 1870 und 1882 Teile von Eritrea. Das Deutsche Reich erklärte Togo, Kamerun und Deutsch-Südwestafrika (heute Namibia) zu sogenannten Schutzgebieten. In Ostafrika versuchten zwischen 1885 und 1890 deutsche Vertreter eine Hegemonie des Deutschen Reiches herzustellen, die von der Somaliküste über Wituland bis nach Deutsch-Ostafrika reichen sollte. Bis auf die Gründung Deutsch-Ostafrikas scheiterte dies jedoch an britischen und italienischen Kolonialbestrebungen in der Region. Im Jahr 1895 gründete Frankreich Französisch-Westafrika und im Jahr 1910 Französisch-Äquatorialafrika.
Italien verfolgte weiterhin die Strategie, es müsse einen Platz an der Sonne (sprich Kolonien) besitzen.
Nachdem es einen Teil Somalias in den Jahren 1889 und 1890 sowie ganz Eritrea (1889) okkupiert hatte, wollte es auch Abessinien unterwerfen, unterlag jedoch 1896 im Krieg gegen das Kaiserreich. 1911 provozierte Italien einen Krieg gegen das Osmanische Reich, bei dem es das heutige Libyen gewann. Der zweite Italienisch-Äthiopische Krieg in den Jahren 1935/1936 war einer der letzten Kolonialkriege, die eine Kolonialmacht austrug, um ein anderes Land zu besetzen (Unabhängigkeitskriege gab es noch viele).
Anfang des 20. Jahrhunderts befreite sich Großbritannien auch aus seiner Isolation, indem es ein Bündnis mit dem Japanischen Kaiserreich einging und diesem somit den Sieg Japans im Russisch-Japanischen Krieg ermöglichte. Im Jahr 1904 verbündete sich Großbritannien mit Frankreich durch die Entente cordiale, die im Jahr 1907 durch Russland erweitert wurde. Sie war gegen den Dreibund von Deutschland gerichtet.

### Die amerikanische Kolonialgesellschaft und Liberia
Auch die USA nahmen durch ihre im Jahr 1816 durch Robert Finley gegründete American Colonization Society am Wettlauf um Afrika teil. Der Plan war, „freie“ Schwarze in ihre „Heimat“ zurückzuführen. Diese „freien“ Schwarzen wurden die ersten Baptisten-Prediger in Afrika. Diese Kolonisation wurde jedoch durch die einheimische Bevölkerung bekämpft.
Der erste Präsident der American Colonization Society war der spätere US-Präsident James Monroe aus Virginia. Ironischerweise begründete derselbe Mann im Jahr 1823 die Monroe-Doktrin. Sie beinhaltete, dass sich die europäischen Nationen vom amerikanischen Kontinent zurückziehen und sich nicht mehr in die Angelegenheiten souveräner amerikanischer Nationen einmischen sollten. Im Gegenzug blieben die USA zwischen den europäischen Mächten selbst, und zwischen ihnen und ihren Kolonien, neutral. Die Monroe-Doktrin war die Basis der isolationistischen amerikanischen Außenpolitik des 19. Jahrhunderts.
Auch wenn die Kolonie Liberia niemals so groß werden sollte wie geplant, war dies nach Meinung der Befürworter nur der erste Schritt in Afrika. Einer der ersten Präsidenten der Gesellschaft war Jehudi Ashmun. Er träumte von einem amerikanischen Reich in Afrika. In den Jahren 1825 und 1826 annektierte und kaufte er Stammesland entlang der Küste und den wichtigsten Flüssen des Landes. Schon sein Vorgänger, Robert Stockton, nötigte einen Stammesführer unter Waffengewalt zum Verkauf von Kap Mesurado. Auch Ashmun setzte bei der Expansion auf Gewalt und unlautere Mittel. So kaufte er von einheimischen Königen Land für 500 Barren Tabak, drei Fässer Rum, fünf Behälter Schießpulver, fünf Regenschirme, fünf eiserne Stäbe und zehn Paar Schuhe.
Die Gesellschaft kontrollierte Liberia bis ins Jahr 1847. In diesem Jahr erklärte sich Liberia unter dem Eindruck einer möglichen britischen Invasion für unabhängig. Damit war Liberia der erste dekolonisierte Staat Afrikas. Bis ins Jahr 1867 schickte die Gesellschaft ungefähr 13.000 Emigranten ins Land. Nach dem Amerikanischen Bürgerkrieg wollten viele Schwarze nach Liberia emigrieren, doch die finanzielle Unterstützung der Kolonie ließ nach. Während ihrer letzten Jahre konzentrierte sich die Kolonialgesellschaft auf Bildungs- und Missionsaufgaben, weniger auf die Zuwanderung.

## Eine Reihe von Krisen bis zum Ersten Weltkrieg

### Die Kolonisation des Königreichs Kongo
David Livingstones Expeditionen, fortgeführt von Henry Morton Stanley, führten bei den europäischen Nationen bald zu Begehrlichkeiten. Doch vorerst waren die europäischen Mächte, mit Ausnahme des belgischen Königs Leopold II., nicht an Kolonisation interessiert. Leopold gründete 1876 die Internationale Afrikanische Gesellschaft und entsandte Stanley von 1879 bis 1884 in geheimer Mission in den Kongo. Stanley schloss Verträge mit den einheimischen Führern ab und sicherte Leopold so eine Fläche von etwa 2.300.000 km² (zum Vergleich: Deutschland hat eine Größe von ca. 357.000 km²). Die Kongo-Freistaat genannte Kolonie war Leopolds Privateigentum, er ließ dort ab dem Jahr 1885 Elfenbein und Kautschuk exportieren. Zugleich errichteten die Konzessionsgesellschaften ein Terrorregime. Durch Massenhinrichtungen, Sklavenarbeit und Krankheiten kamen ca. zehn Millionen Kongolesen ums Leben (siehe Kongogräuel). Unter diesem Eindruck entschloss sich Belgien im Jahr 1908, den Kongo-Freistaat zu annektieren.

### Der Suezkanal
Im Jahr 1854 erwarb Ferdinand de Lesseps von Ismail Pascha die Lizenz, den Sueskanal zu bauen. Während der Bauzeit zwang man 1,5 Millionen Menschen am Bau zu arbeiten. 125.000 starben an Unterernährung, Ermattung und Krankheit, hauptsächlich an der Cholera. Kurz vor der Fertigstellung des Kanals lieh sich Ismail Pascha enorme Summen von englischen und französischen Banken zu hohen Zinsen. Das Ergebnis waren finanzielle Schwierigkeiten im Jahr 1875. Daher war Ismail Pascha gezwungen, seine Aktien des Suezkanals zu verkaufen. Diese wurden vom britischen Premierminister Benjamin Disraeli gekauft, der so Großbritannien die Kontrolle über den strategisch wichtigen Wasserweg sicherte. Als Ismail Pascha im Jahr 1879 die ausländischen Schulden nicht anerkannte, übernahmen Großbritannien und Frankreich die finanzielle Kontrolle über Ägypten und zwangen ihn zur Abdankung. Da den ägyptischen Eliten die Einmischung des Auslandes missfiel, brach der Urabi-Aufstand aus. Im Zuge der Niederschlagung des Aufstandes fiel Ägypten unter britische Herrschaft.

### Kongokonferenz
Die Okkupation Ägyptens und die Besetzung des Kongo waren die ersten großen Schritte im Wettlauf um Afrika. Im Jahr 1884 rief der deutsche Reichskanzler Otto von Bismarck zur Kongokonferenz, um die Probleme, die bei Annexionen von Ländern Afrikas entstanden, zu beseitigen. Die Konferenz fand unter humanitären Vorwänden, etwa der Verurteilung des Sklavenhandels sowie dem Verbot zum Verkauf von Alkohol und Schusswaffen in einigen Gegenden, statt. Zudem sollte die Missionsarbeit gefördert werden. Wichtiger waren jedoch die festgesetzten Regeln für die Kolonisation Afrikas. Leopold II. von Belgien wurde als Oberhaupt des Kongo anerkannt, dessen Territorium jedoch für neutral erklärt, so dass jeder dort nach Belieben handeln konnte. Weiterhin wurde festgelegt, dass keine Nation in Afrika Grenzen ziehen dürfe, ohne die anderen Großmächte zu informieren, und dass nur Ansprüche auf ein Territorium gestellt werden dürften, wenn dieses auch effektiv kontrolliert werden könne. Trotzdem ignorierten die Großmächte diese Regeln nach Belieben, weshalb kriegerische Konfrontationen oft nur mit Mühe vermieden werden konnten.

### Britische Okkupationen in Afrika
Um die Nilquellen zu sichern, wurde Ägypten von den Briten im Jahr 1882 besetzt (bis 1914 war es jedoch formell als Protektorat deklariert); logische Folge dieser Politik war die Besetzung des Sudan, Kenias und Ugandas in den späten 1880ern und Anfang des 20. Jahrhunderts. Darüber hinaus besetzten die Briten Nigeria.
Nachdem die Briten den Zulukrieg gewonnen hatten, annektierten sie die Burenrepublik Transvaal. Die Buren wehrten sich jedoch gegen die Annexion, was 1880 zum Ersten Burenkrieg führte. Im Friedensvertrag 1881 einigte man sich auf eine weitgehende Selbstverwaltung der Burenrepubliken. Im Zweiten Burenkrieg wurden Transvaal und der Oranje-Freistaat jedoch besiegt und in das Britische Empire integriert.
Die britische Kolonialverwaltung stützte sich auf lokale Eliten, um die Kolonien zu kontrollieren. 1938 waren nur knapp 5.400 britische Verwaltungsbeamte, Sekretäre, Ärzte, Ingenieure und Botaniker in den 14 britischen Kolonien im Einsatz, weshalb von einer „thin white line“ gesprochen wird. Die militärischen Kräfte wurden darauf konzentriert, die afrikanischen Armeen und Aufständische niederzuschlagen.

## Wettlauf

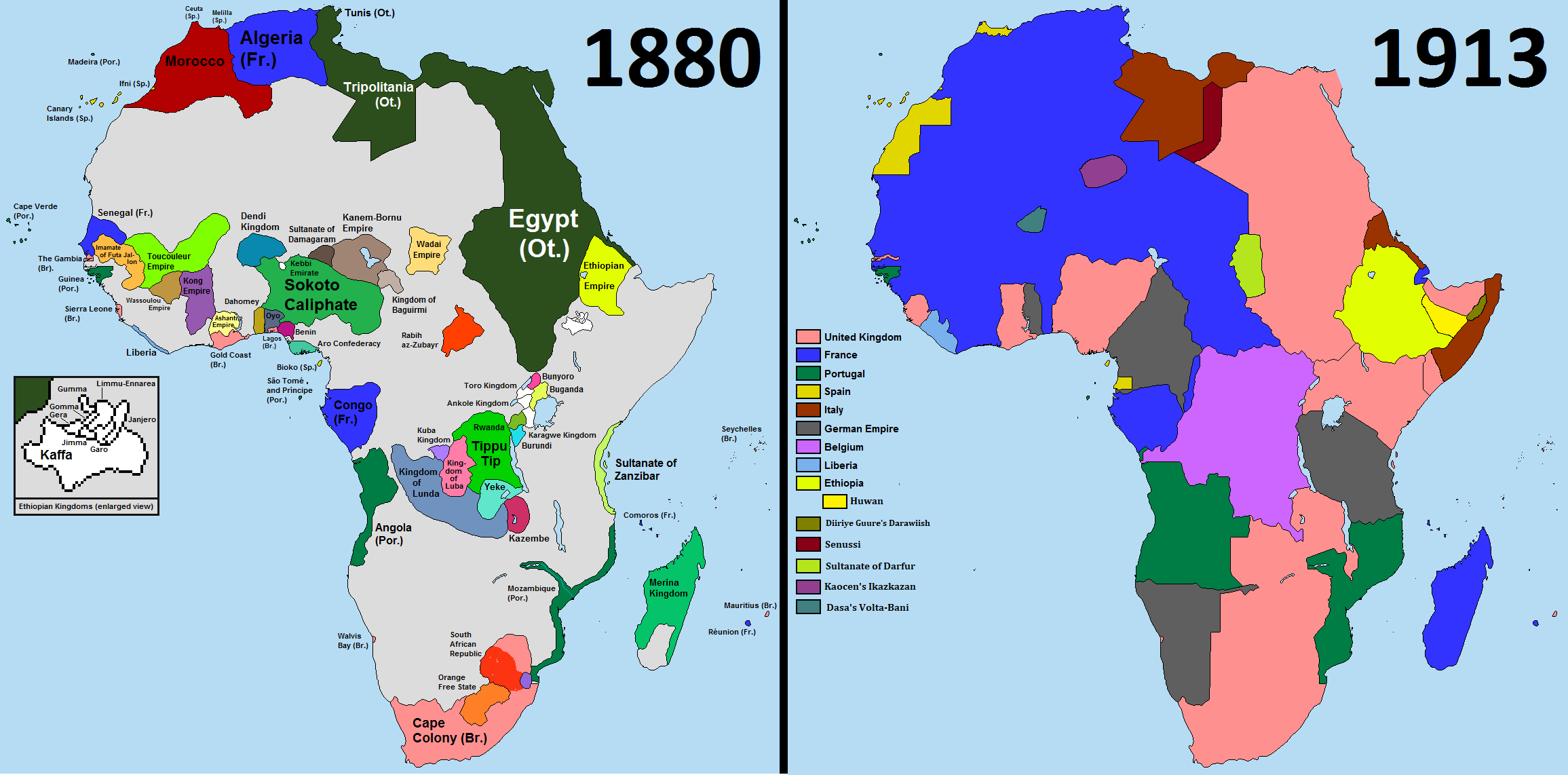
Änderungen der politischen Landkarte Afrikas von 1880 bis 1913

Als Start des eigentlichen Wettlaufs gelten die Errichtung des französischen Protektorates in Tunesien 1881 und die englische Besetzung Ägyptens im Jahre 1882, die bei den anderen „etablierten“ Kolonialmächten, aber auch bei aufstrebenden Ländern wie Belgien und Deutschland zu Begehrlichkeiten führten. Leopold II. hatte Ansprüche auf den Kongo angemeldet und Deutschland beanspruchte nach der Reichsgründung 1871 auch für sich Kolonialbesitz.
Auf der Kongokonferenz (1884–1885) wurde festgelegt, dass nur jene Macht das Recht auf Erwerb einer Kolonie haben sollte, die sie auch tatsächlich in Besitz nahm (Prinzip der Effektivität). Dieser Beschluss bildete die Grundlage für die in den folgenden Jahren deutlich beschleunigte Aufteilung Afrikas in Kolonien durch europäische Mächte. 1896 waren südlich der Sahara nur noch das Kaiserreich Abessinien, Liberia sowie die Siedlungskolonien Oranje-Freistaat und Südafrikanische Republik (nach dem Zweiten Burenkrieg ins britische Kolonialreich eingegliedert) unabhängig.
Die Faschodakrise 1898 gilt als Ende des Wettlaufs, hier kam es zu einem Konflikt zwischen britischen und französischen Kolonialtruppen, der aus einer Kollision französischer Ansprüche, für das Territorium des Sudans Anschluss an das Rote Meer zu erlangen, und dem britischen Bestreben, das Niltal zu kontrollieren, resultierte.
Auch nach Ende des „Wettlaufs um Afrika“ gab es noch Territorialstreitigkeiten.
Am 29. September 1911 erklärte das Königreich Italien dem Osmanischen Reich den Krieg (Italienisch-Türkischer Krieg).
Kriegsgrund war, dass Italien eine Kolonie erobern wollte. Der Krieg endete mit dem Frieden von Ouchy am 18. Oktober 1912. In ihm trat das Osmanische Reich Tripolitanien und die Cyrenaika an Italien ab.
Streitigkeiten zwischen den Kolonialmächten Großbritannien, Deutschland, Frankreich, Belgien und Portugal führten bis 1914 nicht zu grundlegenden Änderungen der Kolonialgrenzen.